# Le Charme
Le Charme är en kommun i departementet Loiret i regionen Centre-Val de Loire strax norr Frankrikes mitt. Kommunen ligger i kantonen Châtillon-Coligny som tillhör arrondissementet Montargis. År 2022 hade Le Charme 149 invånare.

## Befolkningsutveckling
Antalet invånare i kommunen Le Charme
| Referens: INSEE |